# Мусий, Олег Степанович
Олег Степанович Мусий (укр. Олег Степанович Мусій; род. 12 мая 1965, село Переспа, Сокальский район, Львовская область) — украинский врач, общественный деятель; организатор медицинской службы на Евромайдане; министр здравоохранения Украины в правительстве Арсения Яценюка c 27 февраля по 1 октября 2014 года, Народный депутат Украины VIII созыва.

## Биография
Родился в семье служащих. После окончания с золотой медалью средней школы в 1982 году стал студентом лечебного факультета Киевского медицинского института им. А. А. Богомольца. Специальность — анестезиология и реаниматология. Во время учёбы активно занимался научной работой.
С 1983 года и до окончания обучения в 1988 году был членом правления Студенческого научного общества им. А. А. Киселя. В 1987—1988 годах, учась, работал медбратом в отделении реанимации Киевской клинической больницы № 25. 1988 году окончил Киевский медицинский институт им. А. А. Богомольца, специальность — анестезиология и реаниматология.
С августа 1988 года, работая в Киевском научно-исследовательском институте нейрохирургии, прошел интернатуру по анестезиологии-реаниматологии на соответствующей кафедре Киевского мединститута. До мая 1992 года работал врачом анестезиологом-реаниматологом отделения восстановительного лечения НИИ нейрохирургии.
В 2008 году после окончания специализации в Национальной медицинской академии последипломного образования им. П. Л. Шупика получил вторую врачебную специальность «Организация и управление здравоохранением».
В декабре 2009 года получил высшую квалификационную категорию по специальности «Организация и управление здравоохранением». Проходил обучение в Польше, США, Финляндии, Австрии, Германии.

## Общественная деятельность
Олег Мусий зарекомендовал себя как общественный деятель с начала 1990-х годов.
- Президент Всеукраинского врачебного общества (ВУЛТ).
- Председатель правления Киевского врачебного общества.
- Вице-президент Всемирной федерации украинских врачебных обществ (ВФУВО).
- Член Правления международной врачебной организации — Юго-восточный европейский лекарственный форум (Southeast European Medical Forum, SEEMF, Bulgaria). Вице-президент Украинской медико-правовой ассоциации.
- Председатель Общественного совета при Министерстве здравоохранения Украины, председатель сектора законодательных инициатив Консультативного совета по вопросам здравоохранения Комитета Верховной Рады Украины по вопросам здравоохранения, помощник-консультант народного депутата Украины.
- Член Общественного совета по вопросам развития саморегулирования предпринимательской и профессиональной деятельности при Государственном комитете Украины по вопросам регуляторной политики и предпринимательства, Общественного совета при Киевской городской государственной администрации, Общественного совета при Министерстве чрезвычайных ситуаций Украины.
- Разработчик 6 проектов законов Украины в сфере здравоохранения, гражданского общества, профессионального самоуправления и саморегулирования рынков.
- Один из инициаторов и авторов принятия Этического Кодекса врача Украины.
- Автор четырёх и редактор семи медицинских книг, автор более 40 научных и научно-публицистических статей.
- Участник и докладчик более 20 всеукраинских и международных медицинских съездов, конгрессов и конференций.
- Входил в Медицинскую сотню «Евромайдана», координатор Медицинской службы Штаба Национального Сопротивления («Евромайдана»).

## Политическая карьера
27 февраля 2014 года стал министром здравоохранения Украины, 1 октября 2014 года кабинет министров отстранил Олега Мусия от исполнения обязанностей министра здравоохранения и назначил исполняющим обязанности министра замминистра здравоохранения-руководителя аппарата Василия Лазоришинца. 23 декабря 2014 года окружной административный суд Киева признал распоряжение об отстранении Олега Мусия не соответствующим законодательству, но отказался принять иск о признании его незаконным.
На парламентских выборах в октябре 2014 года победил в голосовании по мажоритарному округу № 124 во Львовской области, в парламенте присоединился к фракции «Блок Петра Порошенко». Является заместителем главы комитета по вопросам охраны здоровья, член групп по межпарламентским связям с ФРГ, Польшей, США, Грузией, Канадой, Австрией и Австралией.
В июле 2015 года вошёл в состав партии «Народный контроль», которую возглавляет Дмитрий Домбровский.
11 августа 2015 года зарегистрировал законопроект о переименовании копейки в рубль. «Во времена Руси меньшей частью гривны быть именно рубль, а не копейка», — заявил депутат Верховной Рады.
31 августа 2015 года заявил о выходе из фракции «Блока Петра Порошенко» в Раде в знак протеста против принятия изменений в Конституцию Украины, что было официально подтверждено 18 сентября. 18 февраля 2016 года покинул парламентскую коалицию вместе с двумя членами межфракционного объединения «Народный контроль».
1 ноября 2018 года были введены российские санкции против 322 граждан Украины, включая Олега Мусия.

## Награды
- Наградное оружие — Пистолет «ФОРТ»[10].

## Семья
Женат. Жена Наталья — финансист. Имеет двух дочерей — Татьяну и Кристину